# Tramlijn 6 (Île-de-France)
Lijn 6 van de tram van Île-de-France , vaker gewoon T6 genoemd, is een tramlijn in Parijs die op 13 december 2014 is geopend van Châtillon - Montrouge tot Robert Wagner. Het laatste deel van het traject is in 2016 geopend. Met een lengte van 14 kilometer zal de tram met Translohr-techniek het metrostation Châtillon - Montrouge verbinden met het station Viroflay-Rive-Droit.

## Geschiedenis
In 2000 werd het project opgenomen in het plan État-Région. Op 10 oktober 2002 werd het plan goedgekeurd door het Syndicat des transports d'Île-de-France (STIF).
In 2007 begonnen de voorbereidende werken, in 2008 ging de bouw van de tramlijn van start.
10 december 2008, het Syndicat des transports d'Île-de-France (STIF) keurt de financiering goed.
11 februari 2009, het Syndicat des transports d'Île-de-France (STIF) beslist om de nieuwe lijn het lijnnummer 6 te geven.

## Tracé en stations
De T6 is 14 kilometer lang, waarvan 1,6 kilometer ondergronds. De lijn is bedoeld om het aanbod in het westen van Parijs te verbeteren en het bestaande netwerk te versterken. De tram verbindt het departement Hauts-de-Seine met het departement Yvelines, daarbij worden de gemeenten Châtillon, Clamart, Fontenay-aux-Roses, Meudon, Vélizy-Villacoublay en Viroflay bediend. Door hun nabije ligging profiteren de gemeenten Montrouge, Malakoff en Le Plessis-Robinson ook van de nieuwe lijn, de inwoners van de plaatsen wijzen wel op de noodzaak om de lijn te verlengen naar het metrostation Mairie de Montrouge.

## Exploitatie
Lijn T6 zal op werkdagen tijdens de spitsuren om de vijf minuten rijden, in de daluren om de zeven minuten. De dienst rijdt tussen vijf uur en middernacht. De reistijd tussen de twee eindhalten bedraagt 40 minuten, met een gemiddelde commerciële snelheid van 20km/h.

### Rollend materieel
De tram Châtillon – Viroflay wordt gereden met bandentrams van het type Translohr STE6. Het eerste tramstel werd op 14 oktober 2013 voorgesteld in de stelplaats en werkplaats van Vélizy-Villacoublay tijdens de inhuldiging van deze stelplaats.